# Mniobia donneri
Mniobia donneri är en hjuldjursart som beskrevs av Bartoš 1951. Mniobia donneri ingår i släktet Mniobia och familjen Philodinidae. Inga underarter finns listade i Catalogue of Life.